# Bramkamp (Diepenau)
Bramkamp ist ein Ortsteil des Fleckens Diepenau in der Samtgemeinde Uchte im niedersächsischen Landkreis Nienburg/Weser.

## Geografie

### Lage
Bramkamp liegt in der südwestlichen Ecke des Landkreises Nienburg/Weser, 0,5 km nordöstlich von Diepenau entfernt. Die Grenze zum Bundesland Nordrhein-Westfalen ist nach Westen hin 2,5 km entfernt. 

## Infrastruktur

### Verkehr

#### Straßen
Westlich verläuft die Landesstraße 343, die von Wagenfeld nach Diepenau führt. Südlich, 500 Meter entfernt, führt die Landesstraße 348 von Uchte nach Diepenau vorbei. 
Koordinaten: 52° 26′ N, 8° 46′ O